# 記録情報学
記録情報学（きろくじょうほうがく）は、斉藤孝 (2006)の第1章§7と第3章§1などで述べられている、宇宙のように遠大な情報とそれを取り巻く人々の知識について研究する学問である。

## 概要
記録情報学は、理系的な技術ではなく、哲学、論理学、歴史、文学、言語学、意味論、数学、心理学、社会学などの人文科学に基づくもので、人間の情報・知識の表現と獲得など人間の情報感性が研究の対象である。
研究領域は、データベース、図書館、メタデータ、分類、シソーラス、タクソノミー、インデックス、オントロジー、といった形で大まかに括ることができる。